# Terreur dans la brousse (film)
Pour plus de détails, voir Fiche technique et Distribution.
Terreur dans la brousse (Cristo negro) est un film espagnol dramatique sorti en 1963, réalisée par Ramón Torrado.

## Synopsis
Mikoa est un jeune garçon noir, élevé dans la mission du Père Braulio après l'assassinat de son père. Baptisé sous le nom de Martín, il tombe amoureux de son amie d'enfance Mary, une jeune Blanche, fille du propriétaire foncier Janson. Un jour que Mikoa se promène avec son amie, il croise Charles, l'assassin de son père. Au milieu d'une fête, Charles s'en prend à Mikoa et celui-ci a l'intention de se défendre, mais la loi de Dieu lui interdit la violence. Mikao deviendra instituteur pour aider ses frères de race et mourra comme un martyr lors d'une révolte des indigènes.

## Fiche technique
- Titre français : Terreur dans la brousse[3]
- Titre original espagnol : Cristo negro
- Réalisation : Ramón Torrado
- Scénario : Ramón Torrado, Joaquín Romero Marchent
- Genre : Drame
- Musique : Manuel Parada
- Production : Copercines[2]
- Photographie : Ricardo Torres[2]
- Format d'image : Noir et blanc - 1,66:1 panoramique[2]
- Montage : Gaby Peñalba
- Durée : 81 minutes
- Pays :  Espagne
- Langue originale : espagnol
- Date de sortie : 
  - Espagne : 1962
  - France : inédit à Paris, diffusé en province[3]

## Distribution
- René Muñoz (es) : Mikoa / Martín
- Jesús Tordesillas (es) : Père Braulio
- María Silva (es) : Mary Janson
- José Bódalo : Janson
- Charito del Río : Sœur Alice
- María Antonieta Hernández :	Nina
- Fernando Hilbeck : Dr. Richard Crock
- José Manuel Martín (es) : Charles
- Wilhem P. Elie
- Rafael Hernández (es) : Robert